# پاول (اوهایو)
پاول(به انگلیسی: Powell) شهری در ایالت اوهایو کشور ایالات متحده آمریکا است که جمعیت آن در سرشماری سال ۲۰۱۰ میلادی، ۱۱٬۵۰۰ نفر بوده‌است.